# Kim Yong-jun
Kim Yong-jun (김영준?, 金永俊?; Pyongyang, 19 luglio 1983) è un allenatore di calcio ed ex calciatore nordcoreano, di ruolo difensore.

## Palmarès

### Club

#### Competizioni nazionali
- DPR Korea League: 3

Pyongyang: 2004, 2005, 2009